# InterLiga
A InterLiga foi uma competição de futebol disputada por equipes mexicanas entre 2004 e 2010 sendo o seu maior vencedor o Tigres UANL com 2 titulos

## História
Disputada entre 2004 e 2010, era uma competição que classificava o campeão e o vice-campeão para a Copa Libertadores da América e que substituía a antiga Copa Pré-Libertadores. O maior vencedor da competição foi o Tigres UANL com um bicampeonato conquistado em 2005 e 2006. O último campeão foi o Monterrey, que venceu o campeonato de 2010.

## Campeões
- 2004 - Santos Laguna
- 2005 - Tigres UANL
- 2006 - Tigres UANL
- 2007 - Necaxa
- 2008 - América
- 2009 - Chivas Guadalajara
- 2010 - Monterrey

## Classificação
| Ano             | Campeão            | 2º lugar           | 3º Lugar          | 4º Lugar            |
| --------------- | ------------------ | ------------------ | ----------------- | ------------------- |
| 2010 - Detalhes | Monterrey          | Estudiantes Tecos  | América           | Puebla              |
| 2009 - Detalhes | Chivas Guadalajara | Pachuca            | Monarcas Morelia7 | Atlas               |
| 2008 - Detalhes | América            | Atlas              | Cruz Azul         | San Luis            |
| 2007 - Detalhes | Necaxa             | América            | Tigres UANL       | Jaguares de Chiapas |
| 2006 - Detalhes | Tigres UANL        | Chivas Guadalajara | Monterrey         | Veracruz            |
| 2005 - Detalhes | Tigres UANL        | Chivas Guadalajara | Toluca            | Jaguares de Chiapas |
| 2004 - Detalhes | Santos Laguna      | América            | Atlas             | Monarcas Morelia    |

## Vitórias por equipe
| País   | Equipe             | Títulos | Anos      |
| ------ | ------------------ | ------- | --------- |
| México | Tigres UANL        | 2       | 2005 2006 |
| México | Santos Laguna      | 1       | 2004      |
| México | Necaxa             | 1       | 2007      |
| México | América            | 1       | 2008      |
| México | Chivas Guadalajara | 1       | 2009      |
| México | Monterrey          | 1       | 2010      |

## Artilheiros
| Ano  | Nome                          | Clube                      | Gols |
| ---- | ----------------------------- | -------------------------- | ---- |
| 2010 | Salvador Cabañas Rodrigo Ruiz | América Estudiantes Tecos  | 4    |
| 2009 | Carlos Ochoa Edgar Benítez    | Chivas Guadalajara Pachuca | 4    |
| 2008 | Bruno Marioni                 | Atlas                      | 5    |
| 2007 | Kléber Boas                   | Necaxa                     | 4    |
| 2006 | Aldo de Nigris Walter Gaitán  | Tigres UANL                | 4    |
| 2005 | Ireneo Soares Javier Saavedra | Tigres UANL                | 3    |
| 2004 | Reinaldo Navia                | América                    | 6    |

## Maiores goleadores em todas as competições
| Nome                 | Clube               | Nacionalidade | Gols |
| -------------------- | ------------------- | ------------- | ---- |
| Reinaldo Navia       | América-Monterrey   | México        | 9    |
| Cuauhtémoc Blanco    | América             | México        | 6    |
| Aldo De Nigris       | Tigres UANL         | México        | 6    |
| Bruno Marioni        | Atlas               | Argentina     | 5    |
| Omar Bravo           | Chivas Guadalajara  | México        | 5    |
| Walter Gaitán        | Tigres UANL         | Argentina     | 5    |
| Kléber Boas          | América-Necaxa      | México        | 5    |
| Adolfo Bautista      | Chivas Guadalajara  | México        | 4    |
| Carlos María Morales | Atlas               | Uruguai       | 4    |
| Jared Borgetti       | Santos              | México        | 4    |
| Manuel Pérez         | Atlas               | México        | 4    |
| Sebastián González   | Atlante-Tigres UANL | Chile         | 4    |
| Carlos Ochoa         | Chivas Guadalajara  | México        | 4    |
| Edgar Benítez        | Pachuca             | Paraguai      | 4    |
| Salvador Cabañas     | América             | Paraguai      | 4    |
| Rodrigo Ruiz         | Estudiantes Tecos   | Chile         | 4    |

## Público
Ano - Total - Média

2004 155,344 - 22,192

2005 130,043 - 18,578

2006 125,667 - 17,952

2007 114,722 - 16,389

2008 213,140 - 15,253